# Eutettix pedus
Eutettix pedus är en insektsart som beskrevs av Delong och Harlan 1968. Eutettix pedus ingår i släktet Eutettix och familjen dvärgstritar. Inga underarter finns listade i Catalogue of Life.